# MammaPrint
MammaPrint is een moleculaire diagnostische test die de arts kan helpen bij de behandelingskeuze voor niet-uitgezaaide borstkanker door de kans op uitzaaiing te bepalen.
De test meet met behulp van een microarray de activiteit van 70 genen in het tumorweefsel. Deze activiteit wordt vergeleken met een set referentiewaarden (het profiel) dat bepaald is op basis van een groep van 78 tumoren waarvan bekend is of de tumor na 10 jaar uitgezaaid was of niet. Deze ‘vingerafdruk’ van de tumor voorspelt voor elke patiënt het persoonlijk risico of de tumor zal uitzaaien. Deze test wordt ook wel een ‘genexpressietest’ genoemd.

## Geschiedenis
MammaPrint is ontwikkeld door de onderzoekers Laura van 't Veer en René Bernards van het Nederlands Kanker Instituut en wordt door het Nederlandse bedrijf Agendia verkocht. In 2007 heeft MammaPrint als eerste moleculaire diagnostische microarray test goedkeuring van de Amerikaanse FDA gekregen. De test is ook wel bekend onder de naam "Amsterdam 70-genenprofiel", aangezien er een set van 70 genen wordt gemeten. Het onderzoek waarop de test is gebaseerd is in 2002 gepubliceerd in het wetenschappelijk tijdschrift Nature
In 2008 won MammaPrint de innovatieprijs van het zorginnovatieplatform.
In 2007 is een onderzoek gestart naar de effectiviteit van MammaPrint: MINDACT (Microarray in Node-negative Disease May Avoid Chemotherapy). Deze studie zal de vraag beantwoorden of chemotherapie veilig achterwege gelaten kan worden bij patiënten met een verhoogd risico volgens de richtlijnen, maar met een laag risico volgens het 70-genen profiel. In april 2016 zijn de uitkomsten van de MINDACT studie gepresenteerd op het jaarcongres van de American Association for Cancer Research. Daaropvolgend zijn in augustus 2016 de resultaten gepubliceerd in het New England Journal of Medicine. De Nederlandse vertaling van de MINDACT studie is in april 2017 gepubliceerd in het Nederlands Tijdschrift voor Geneeskunde.
In een kritisch artikel in Medisch Contact stelden een patholoog, een klinisch oncoloog en een oncologisch chirurg van het LUMC in september 2008 dat het standaard inzetten van MammaPrint niet zinvol en kostenverhogend is. Ze wezen in het artikel onder andere naar een onderzoek waaruit bleek dat de Nottingham Prognostic Index, een goedkopere test die bij 97 van de patiënten uit het MINDACT-onderzoek dezelfde resultaten bood. Ook werd in Medisch Contact een Amerikaanse studie genoemd waaruit bleek dat de positieve voorspellende waarde van MammaPrint bij postmenopauzale vrouwen 12% bedraagt.
Inmiddels wordt de test door 90% van de Nederlandse zorgverzekeraars vergoed uit de aanvullende verzekering. De test zit in Nederland nog niet in het basispakket.

## Uitvinding
Waarom krijgt de ene kankerpatiënt geen uitzaaiingen, terwijl de ander met ongeveer dezelfde tumor in hetzelfde stadium deze wel krijgt? Of nog specifieker: hoe valt onderscheid te maken tussen deze groepen patiënten? René Bernards en Laura van ’t Veer verdiepten zich in de erfelijke kenmerken van borsttumoren. Zij brachten de erfelijke kenmerken van bewaard tumorweefsel in kaart en vergeleken deze gegevens met het ziekteverloop van de patiënt. Het onderzoeksteam vond 70 genen die kennelijk iets te maken hadden met ontwikkeling van de borsttumor. Op grond van deze genen zou een arts mogelijk kunnen bepalen of een patiënt een ‘hoog’ of een ‘laag’ risico heeft op uitzaaiingen in de toekomst. De twee ‘uitvinders’ van de test ontvingen voor dit werk de prijs van de Europese beroepsvereniging van medisch oncologen (European Society of Medical Oncology; ESMO)

## Klinische studies
De MammaPrint test werd in meerdere klinische studies op werkzaamheid getest. De RASTER studie, mede gefinancierd door het College voor Zorgverzekeringen, startte in 2004 en is in 2012 met positieve data afgerond. De MINDACT studie werd uitgevoerd door de European Organisation for Research and Treatment of Cancer en de eerste resultaten zijn gepubliceerd in augustus 2016.

### RASTER
Om de haalbaarheid van implementatie van MammaPrint in de dagelijkse kliniek te bestuderen is in 2004 de prospectieve Microarray prognostiek in borstkanker, oftewel RASTER-studie opgezet. In totaal participeerden in de vanuit het CVZ gefinancierde studie, opgezet door NKI/AVL in samenwerking met 16 regionale Nederlandse Ziekenhuizen, 427 vrouwen. De begin 2012 gepresenteerde studieresultaten tonen aan dat in één op de drie gevallen de conventionele diagnostiek voor borstkanker tot een andere conclusie leidt dan de moleculaire diagnostiek met behulp van MammaPrint. In de studie werd de therapiekeuze op basis van de MammaPrint bij 20% van de patiënten aangepast.

### MINDACT
MINDACT staat voor Microarray In Node- negative and 1-3 positive lymph node Disease may Avoid Chemotherapy. MINDACT is een zeer grote prospectief, gerandomiseerde fase III studie, waarin patiënten worden geëvalueerd volgens de huidige richtlijnen en volgens MammaPrint profiel. De eerste uitkomsten van deze studie worden verwacht in 2015. In totaal zijn er 6693 patiënten geïncludeerd in 111 ziekenhuizen in 9 Europese landen. In Nederland namen 8 ziekenhuizen deel aan de studie. De studie werd uitgevoerd en geanalyseerd door de European Organisation for Research and Treatment of Cancer en liep van 2007 tot 2011. De uitkomsten van de studie zijn in 2016 gepubliceerd in het New England Journal of Medicine.

#### Doel
De hoofdvraag in deze studie was of chemotherapie bij patiënten met een verhoogd risico volgens de richtlijnen, maar met een gunstig risico volgens het 70-genen profiel veilig achterwege gelaten kan worden. Daartoe werden patiënten, waarbij beide risico’s niet overeenkomen, gerandomiseerd (geloot) voor aanvullende behandeling volgens de huidige richtlijnen of aanvullende behandeling volgens het 70-genen profiel. Voor patiënten die in aanmerking komen voor aanvullende chemotherapie volgde een tweede randomisatie tussen twee verschillende chemotherapeutische behandelingen.

#### Resultaten
Van de 6693 patiënten, hadden in totaal 1550 patiënten (23,2%) een hoog klinisch risico en een laag MammaPrint risico. In deze groep was 94.4% van de patiënten die geen chemotherapie hadden gekregen na vijf jaar nog steeds ziektevrij. De patiënten die wel chemotherapie hadden gekregen, hadden een ziektevrije overleving op vijf jaar van 95,9%. In de groep met een klinisch laag risico maar een hoog risico op uitzaaiingen volgens MammaPrint was de ziektevrije 5-jaarsoverleving 95,8% voor patiënten die chemotherapie hadden gekregen en 95,0% voor diegenen die dat niet hadden gekregen.

#### Conclusie
De MINDACT-studie laat zien dat borstkanker patiënten met een klinisch hoog risico, maar MammaPrint laag risico zonder chemotherapie een vergelijkbaar goede prognose hebben als met chemotherapie.

#### MINDACT studie in de media
Op 26 augustus 2016 waren prof. dr. Emiel Rutgers en prof. dr. René Bernards te gast bij het televisieprogramma De Wereld Draait Door om de onderzoeksresultaten van de MINDACT studie uit te leggen.